# Esteve Tomas
Esteve Tomas Roca (ur. 25 marca 1957 w Andorze) – andorski narciarz alpejski, olimpijczyk. Brał udział w igrzyskach w roku 1976 (Innsbruck). Nie zdobył żadnych medali. Brat strzelca Joana Tomàsa, również olimpijczyka.

## Letnie Igrzyska Olimpijskie 1976 w Innsbrucku
| Konkurencja   | I zjazd | I zjazd | II zjazd | II zjazd | Klas. końcowa | Klas. końcowa |
| Konkurencja   | Czas    | Miejsce | Czas     | Miejsce  | Punkty        | Miejsce       |
| ------------- | ------- | ------- | -------- | -------- | ------------- | ------------- |
| Slalom gigant | 2:04,63 | 72.     | AC       | DNF      | AC            | DNF           |